# Pierre Oser
Pierre Oser (* 1956 in Mainz) ist ein deutscher Komponist, Musiker und Dirigent.

## Biografie
Als Sohn einer deutsch-französischen Familie 1956 in Mainz geboren, studierte Pierre Oser in München von 1978 bis 1981 an der Jazz School (Klavier bei Jo Haider), und anschließend von 1981 bis 1986 am Richard-Strauss-Konservatorium (Konzertexamen Klavier bei Benedikt Köhlen).
Neben dem Studium bereits begann Osers rege Tätigkeit in diversen Formationen und Projekten als Komponist, Keyboarder und Pianist. Er arbeitete unter anderem als Pianist mit der Wasteland Company (William Osborne und Abbie Conant).
Seit 1988 ergab sich seine intensive Beschäftigung mit Stummfilm-Musik und eine enge Zusammenarbeit mit dem Deutschen Filmmuseum Frankfurt und anderen Filmarchiven. Es entstanden Bearbeitungen von Originalkompositionen z. B. zu Panzerkreuzer Potemkin (Sergej Eisenstein), Tartüff (Friedrich Wilhelm Murnau), Die Abenteuer des Prinzen Achmed (Lotte Reiniger), sowie zahlreiche Neuvertonungen im Auftrag von internationalen Festivals, Fernseh- und Rundfunkanstalten. So z. B. im Eröffnungsprogramm zum Münchener Filmfest 2001 die Uraufführung der Orchestermusik zu Die Leuchte Asiens (Franz Osten) im Auftrag von ZDF/Arte, sowie für die Biennale 2006 die Neuvertonung zu Michael (Carl Theodor Dreyer).
Für das Rundfunkorchester des WDR und ZDF/Arte schrieb Oser 2009 die Musik zu Der Bettler vom Kölner Dom (Rolf Randolf). (Uraufführung 2010 im Bismarcksaal des Westdeutschen Rundfunks/Köln). In zahllosen Konzerten spielte und dirigierte er seine Kompositionen und Bearbeitungen in Europa, Asien und Amerika.
Seit 1993 arbeitet Pierre Oser als Komponist, Bühnenmusiker und musikalischer Leiter für verschiedene Theater (u. a. Residenztheater München, Schauspielhaus Wien, Staatstheater Saarbrücken, Salzburger Landestheater, Nationaltheater Hanoi, Theatern in Berlin, Zürich, Erlangen) und u. a. mit der Regisseurin Beverly Blankenship, sowie Eberhard Köhler und Ruedi Straub.
Seit Mitte der 1990er Jahre schreibt und produziert Pierre Oser zahlreiche Musiken für Hörspiel- und Hörbuch-Produktionen. In einer engen, bis heute anhaltenden Zusammenarbeit mit dem Regisseur Walter Adler, entstanden, neben vielen anderen, Kompositionen zu Otherland (Tad Williams), Orientzyklus (Karl May), 20'000 Meilen unter den Meeren (Jules Verne) und die Stieg Larsson Millennium-Trilogie Verblendung, Verdammnis, Vergebung. Mit dem Regisseur Martin Zylka erarbeitete er Schatten des Windes (Carlos Ruiz Zafón) und Tiefe Wasser (Patricia Highsmith).
Die Musik zum Orientzyklus wurde als Hörspiel-Soundtrack bei Westfire Entertainment als Audio-CD veröffentlicht. Das WDR-Rundfunkorchester beauftragte den Komponisten für ein Konzertstück aus dieser Musik (UA 2008).
Von 1997 bis 2002 leitete Pierre Oser den Hörbuchverlag Tympano, der mit zahlreichen preisgekrönten Veröffentlichungen u. a. zu bildenden Künstlern (van Gogh, Gauguin, Rodin, Dali, Kandinsky/Münter, Monet etc.) auf sich aufmerksam machte, und dessen Programm beim Prestel Verlag München vertrieben wurde.
Seit 2003 entstehen vermehrt Kompositionen für TV- und Kinoproduktionen, Kurzfilme und Dokumentarfilme und -serien, im Auftrag von öffentlich-rechtlichen Anstalten und anderen Produktionsfirmen.
2010 schrieb Pierre Oser im Auftrag des Goethe Instituts und für das Kulturjahr Deutschland in Vietnam das große spartenübergreifende Musiktheaterwerk Der durch das Tal geht für Sänger, Tänzer, Schauspieler und Orchester nach einem Libretto von Tankred Dorst. Das mehrsprachig angelegte Werk erzählt die Geschichte des jungen Parzival. Der durch das Tal geht erlebte seine Uraufführung in der Hanoi Opera im Januar 2011 unter Mitwirkung des Hanoi Philharmonic Orchestra, des Vietnam National Opera & Ballet Theatre unter der Leitung des Komponisten.

## Filmmusik
- 2002: Alemanya – Kurzspielfilm von Savac Cevic, Boxfilm
- 2003: Willi die Wechselkröte – Dokumentarfilm von Felix Heidinger, BR
- 2004: Sophie & Claire – Kurzspielfilm mit Susanne Hoss & Alexandra Krismer
- 2005: Maries Lächeln – Kurzfilm von Michael Schäfer, Die Manufactur
- 2006: Schöne Aussichten – Kinofilm von Savac Cevic, bei W-Film
- 2007: De eebsch Appel – Kurzfilm von Michael Schäfer und Sebastian Schnabel
- 2007: Der Besuch der alte Dame in Hanoi – Dokumentarfilm von Alexandra Krismer
- 2008–2018: Nashorn, Zebra & Co – Tierdoku-Serie von Felix Heidinger und Jens-Uwe Heins, Produktion für ARD
- 2010: Der mit den Fingern sieht – Kino-Dokumentarfilm von Savas Ceviz, MusOna Filmproduktion

## Stummfilm
- 1989: Panzerkreuzer Potemkin (1925, Sergeij Eisenstein), Bearbeitung für 2 Klaviere (Originalmusik Edmund Meisel)
- 1990: Die Abenteuer des Prinzen Achmed (1926, Lotte Reiniger), Bearbeitung für 2 Klaviere (Originalmusik Wolfgang Zeller)
- 1993: Tartüff (1925, Friedrich Wilhelm Murnau), Bearbeitung der Originalmusik von Giuseppe Becce für Trio (Klarinette, Cello, Klavier)
- 1994: Michael (1924, Carl Theodor Dreyer), Neuvertonung im Auftrag Hessisches Fernsehen (Klarinette, Cello, Klavier)
- 1995: Orlac’s Hände (1924, Robert Wiene), Neuvertonung für Cello, Synthesizer & Sampler
- 1996: Berlin – Die Sinfonie der Großstadt (1927, Walter Ruttmann), Neuvertonung für Schlagwerk, Synthesizer und Sampler
- 1999: Schuhpalast Pinkus (1916, Ernst Lubitsch), Neuvertonung für Klarinette, Cello, Klavier
- 1999: Das Grabmal einer großen Liebe (1928, Franz Osten), Neuvertonung für Viola/Violine, Klavier
- 2000: Nosferatu (1921/1922, F.W. Murnau), Neuvertonung für Chor, Klarinette, Cello, Klavier
- 2000: Throw of Dice/Schicksalswürfel (1929, Franz Osten), Neuvertonung für Klarinette, Cello, Klavier
- 2001: Die Leuchte Asiens (1925, Franz Osten), Auftragskomposition (ZDF/Arte) für Kammerensemble
- 2004: Sunrise (1927, F.W. Murnau), Auftragskomposition (Goethe-Institut/Filmfest Lille) für Solistenensemble
- 2004: Was ist los im Zirkus Beely? (1926, Harry Piel), Auftragskomposition (ZDF/Arte) für Kammerensemble
- 2005: Tartüff (1925, F.W. Murnau), Bearbeitung der Originalmusik von G. Becce für Solistenensemble
- 2006: Michael (1924, Carl Theodor Dreyer), Auftrag für Eröffnungsprogramm Berlinale für Kleines Orchester
- 2008: Der müde Tod (1921, Fritz Lang), Neuvertonung für Kleines Orchester
- 2009: Der Bettler vom Kölner Dom (1927, Rolf Randolf), Auftragskomposition WDR Rundfunkorchester und ZDF/Arte
- 2012: Nosferatu (1921/1922, F.W. Murnau), Neuvertonung für Chor, Streichorchester und Schlagwerk

## Hörspielmusik
- 1998: Radio Romance (Garrison Keillor), Regie: Walter Adler, SDR/WDR
- 1999: Alexander von Humboldt – Abenteuerliche Reise am Orinoko, Tympano Verlag
- 1999: Esau (Philip Kerr), Regie: Walter Adler, BR
- 1999: Fahrstuhl zum Schafott (Noël Calef), Regie: Walter Adler, SWR
- 2000: Mojsche und Rejsele (Karlijn Stoffels), Regie: Walter Adler, SWR
- 2000: Paul Gauguin – Leben heißt singen und lieben, Tympano Verlag
- 2000: Rufmord (Dick Francis), Regie: Walter Adler, SWR/MDR, DAV
- 2000: Vincent van Gogh – Wozu könnte ich tauglich sein?, Tympano Verlag
- 2000: Wortgewalt (Dieter Kühn), Regie: Walter Adler, WDR
- 2001: Festgenagelt (Dick Francis), Regie: Walter Adler, SWR/MDR, DAV
- 2002: Zügellos (Dick Francis), Regie: Klaus Zippel, SWR/MDR, DAV
- 2002: Das Glück der Anderen (Stewart O’Nan), Regie: Walter Adler, SWR, DAV
- 2002: Verrechnet (Dick Francis), Regie: Walter Adler, SWR/MDR, DAV
- 2003: 20000 Meilen unter den Meeren (Jules Verne), Regie und Textbearbeitung: Walter Adler, MDR, DAV
- 2003: Apeiron (Michael Esser), Regie: Walter Adler, NDR
- 2003: Caruso singt nicht mehr (Anne Chaplet), Regie: Walter Adler, BR
- 2005: Der Schatten des Windes (Carlos Ruiz Zafón), Regie: Martin Zylka, WDR
- 2005: Nichts als die Wahrheit (Anne Chaplet), Regie: Walter Adler, BR
- 2005: Otherland (Tad Williams), Regie und Textbearbeitung: Walter Adler, HR
- 2005: Schneesterben (Anne Chaplet), Regie: Walter Adler, BR, DAV
- 2005: Tiefe Wasser (Patricia Highsmith), Regie: Martin Zylka, WDR
- 2006: Orientzyklus (Karl May), Textfassung und Regie: Walter Adler, WDR
- 2008: Basic Beliefs (Michael Esser), Regie: Walter Adler, WDR
- 2009: Verblendung (Stieg Larsson), Regie und Textbearbeitung: Walter Adler, WDR, Random House
- 2010: Das Geisterhaus (Isabel Allende), Regie und Textbearbeitung: Walter Adler, SWR/HR, DHV-DerHörverlag
- 2010: Verdammnis (Stieg Larsson), Regie und Textbearbeitung: Walter Adler, WDR, Random House
- 2011: Terror (Martin Maurer), Regie und Textbearbeitung: Walter Adler, WDR
- 2011: Vergebung (Stieg Larsson), Regie und Textbearbeitung: Walter Adler, WDR, Random House
- 2012: Oops, wrong planet! (Gesine Schmidt), Regie und Textbearbeitung: Walter Adler, DLF/WDR
- 2013: Judith (Lothar Trolle), Regie: Walter Adler, DLF/HR
- 2014: Eine pornografische Beziehung (Phillippe Blasband), Regie und Textbearbeitung: Walter Adler, WDR
- 2015: Dshan (Lothar Trolle nach Motiven v. Andrej Platonow), Regie und Textbearbeitung: Walter Adler, SWR
- 2017: Licht im August (William Faulkner), Regie und Textbearbeitung: Walter Adler, SWR, CD-Edition bei HörbucHHamburg
- 2018: Brüder (Hilary Mantel), Regie und Textbearbeitung: Walter Adler, WDR[1]
- 2019: Als ich im Sterben lag (William Faulkner), Regie und Textbearbeitung: Walter Adler, SWR
- 2021: Imperium (Christian Kracht), Regie und Textbearbeitung: Walter Adler, SWR/HR
- 2023: Der süße Wahn (Patricia Highsmith), Regie und Textbearbeitung: Cordula Dickmeiß, NDR/SRF
- 2024: Schall und Wahn (William Faulkner), Regie und Textbearbeitung: Walter Adler, SWR

## Bühnenmusik
- 2020: Der Himmlische Spiegel, Auftragskomposition zur Choreographie von Hans-Henning Paar nach dem "Garten der Lüste" von Hieronymus Bosch.
- 2017: [Datenraum], op. 46a, Konzertstück für Gemischten Chor (SATB), nach einem Text von Michael Esser aus dem Hörspiel Apeiron.
- 2016: [Datenraum], op. 46, Konzertstück für Männerchor (TTBB), Auftragskomposition nach einem Text von Michael Esser aus dem Hörspiel Apeiron.
- 2013: EXCIDIUM, op. 45, Konzertstück für Chor (SATB), (UA Arezzo/Italien)
- 2012: Lieder aus der Innenwelt, op. 44, Sieben Lieder für Tenor, Bariton, Violoncello & Klavier, nach Texten von Gesine Schmidt.
- 2012: NENIA – Klagelied für Streichquintett, op. 43, Kammermusik (Vln 1+2, Vla, Vlc, Kbs)
- 2011: Der durch das Tal geht, op 41 (UA), Musiktheater für Sänger, Tänzer, Schauspieler und Orchester. Nach dem Libretto von Tankred Dorst / Mitarbeit Ursula Ehler, UA Hanoi Opera House (Vietnam)
- 2008: Orientalische Suite, op. 39 (UA), Konzertstück für Orchester, (Auftragskomposition WDR Rundfunkorchester)
- 2006: Der Besuch der alten Dame, (Friedrich Dürrenmatt); Hanoi (Vietnam), Schauspielmusik
- 2005: Das Wildpferd unterm Kachelofen (UA), (Christoph Hein); Parkaue Berlin, Schauspielmusik
- 2003: Grenzfluß/Oder (UA), (Odette Bereska); Parkaue Berlin, Schauspielmusik
- 2003: Cowboy, Cowboy (Kim F. Aakeson); Theater Zamt & Zunder, Schauspielmusik
- 2001: Wie es euch gefällt (William Shakespeare); Landestheater Salzburg, Schauspielmusik
- 1998: Merlin oder Das wüste Land, (Tankred Dorst); Landestheater Salzburg, Schauspielmusik
- 1997: Cyrano de Bergerac, (Edmond Rostand); Theater Erlangen, Schauspielmusik
- 1997: Bunuel, der Fisch und das Wasser (UA), (Alexander Widner); Schauspielhaus Wien, Schauspielmusik
- 1996: Hoffnung im Jahre 2 (DE), (Trevor Griffiths); Theater an der Winkelwiese, Zürich, Schauspielmusik
- 1996: Entenvariationen, (David Mamet); Theater an der Winkelwiese, Zürich, Schauspielmusik
- 1996: Der Untergang, (Walter Jens nach Euripides); Theater Erlangen, Schauspielmusik
- 1996: Allerleirauh (UA), (Andreas Hänsel nach Gebrüder Grimm); Theater Erlangen, Schauspielmusik
- 1995: Sprechstunden (UA) (Ludwig Harig); Saarländisches Staatstheater, Schauspielmusik
- 1995: Sommergäste, (Maxim Gorkij); Schauspiel Akademie Theater, Schauspielmusik
- 1995: Oleanna, (David Mamet); Saarländisches Staatstheater, Schauspielmusik
- 1994: Merlin, (Tankred Dorst); Saarländisches Staatstheater, Schauspielmusik
- 1993: Bibione (UA) (Josef Suttner); Saarländisches Staatstheater, Schauspielmusik

## Diskografie
- 2007: Senitza Soundtrack zu Hörspiel Orientzyklus